# Sainte-Sévère
 Sainte-Sévère  là một xã thuộc tỉnh Charente trong vùng Nouvelle-Aquitaine tây nam nước Pháp. Xã này có độ cao trung bình 11 mét trên mực nước biển.